# Parafia Narodzenia Najświętszej Maryi Panny w Strzelcach
Parafia Narodzenia NMP w Strzelcach – parafia rzymskokatolicka w dekanacie strzelińskim Archidiecezji gnieźnieńskiej.

## Rys historyczny
Pierwsza wzmianka o wsi pochodzi z 1065 r. w falsyfikacie mogileńskim jako własność klasztoru benedyktynów w Mogilnie. Powstanie parafii nastąpiła prawdopodobnie wraz z lokacją wsi w XIII/XIV w. Pierwszy kościół został wybudowany na przełomie XIII/XIV w., ale uległ spaleniu. Obecny kościół pochodzi z I poł. XVII w. Był wielokrotnie odnawiany i przebudowywany, co spowodowało zatarcie starych cech stylowych. Cmentarz pochodzi z XIX wieku.

## Dokumenty
Księgi metrykalne: 
- ochrzczonych od 1854 roku
- małżeństw od 1854 roku
- zmarłych od 1854 roku

## Zasięg parafii
Miejscowości należące do parafii: Białotul, Głogówiec, Góra, Krzyżanna, Lubieszewo, Kunowo (część), Ratowo, Strzelce, Strzelce-Huby.

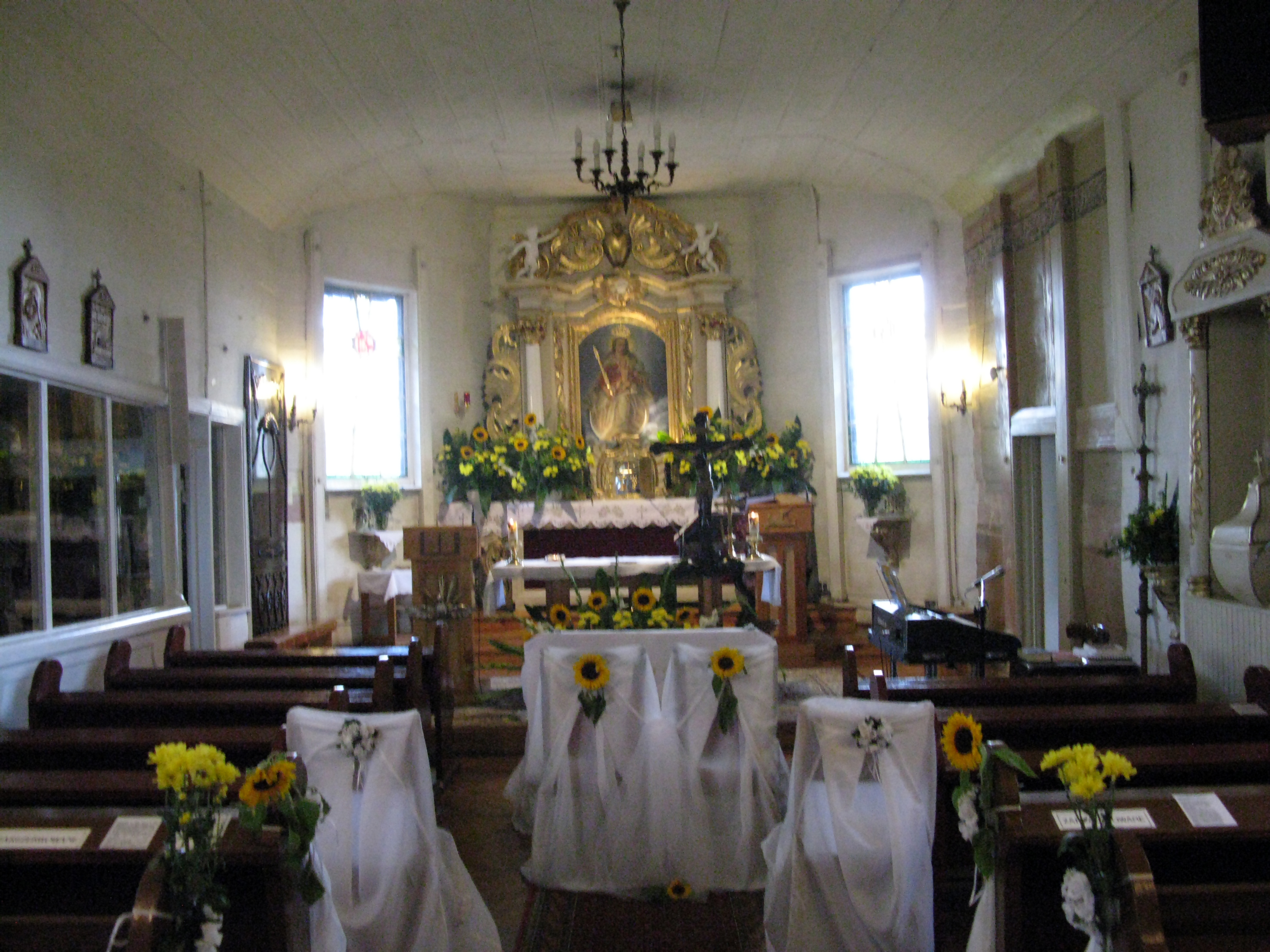
Wnętrze kościoła pw. Narodzenia NMP w Strzelcach
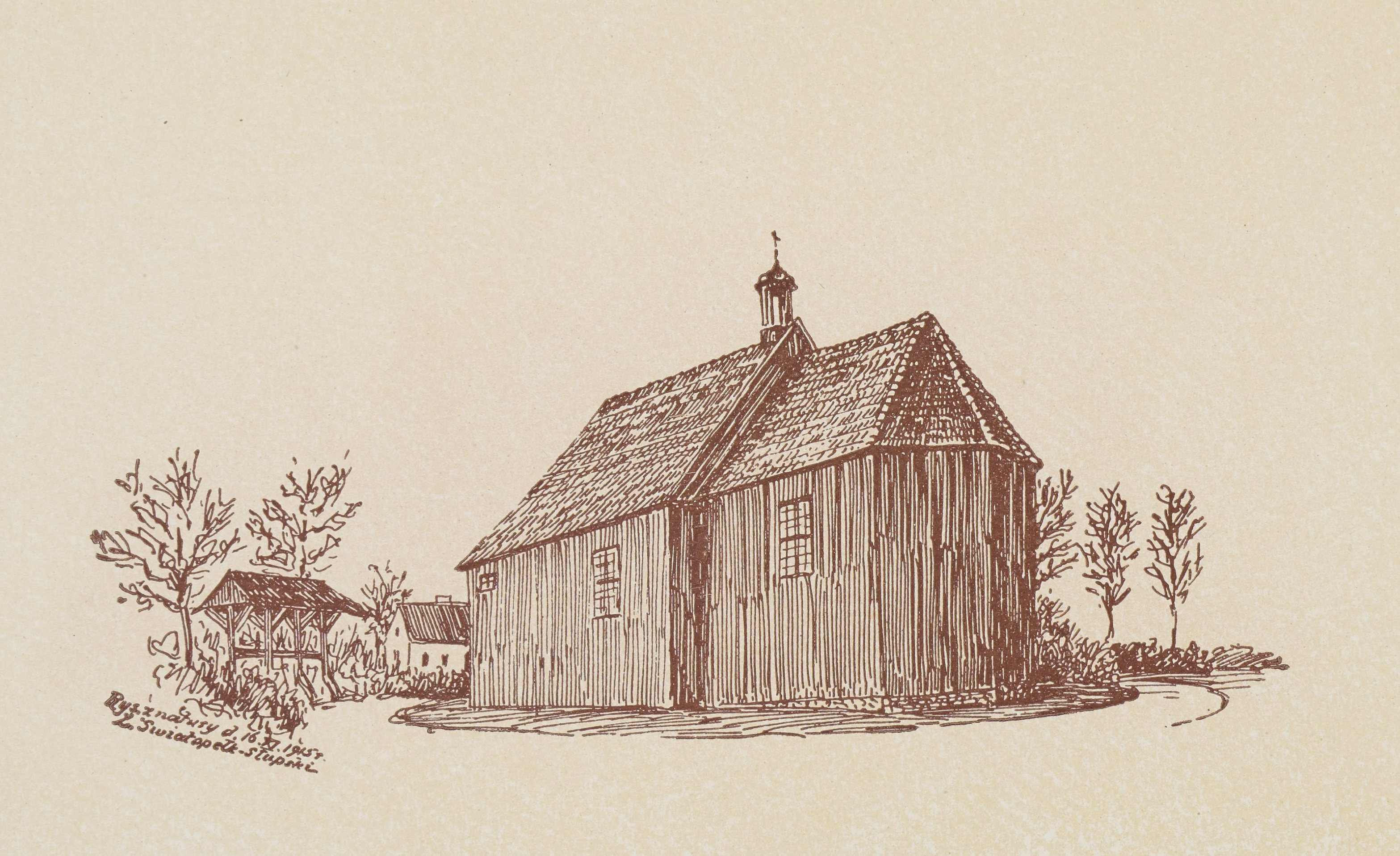
Widok kościoła przed 1917